# 平壤新義州高速公路
平壤新義州高速公路， 是一條興建中、連接朝鮮民主主義人民共和國首都平壤和中朝邊境的新義州市的一條高速公路。全長387.1公里。

## 修建歷史
2010年9月，韓聯社引述開放北韓放送消息，2009年10月朝鮮在中國國務院總理溫家寶訪朝時，曾商定合作修建平新高速公路，將耗時2年，中方將投資25億元。但由於朝鮮的經濟情況惡化，中方只好承擔應由朝方支出的費用，包括朝方供應的水泥。 原訂兩頭開工也改為先從新義州一方施工。
另外在2013年，韓國KBS得到一份中朝興建新義州經平壤至開城間高速鐵路及公路的協議，當中高速公路規劃為八車道，兩項工程合共耗資約150億美元，由中國尚志冠軍（音譯）有限公司為代表的國際投資集團負責融資和建築，工期五年，竣工後財團將享有30年的經營權，此後將移交給朝鮮經濟開發協會。工程將於2014年4月開工。